# Modlibohov
Modlibohov je malá vesnice a část města Český Dub v okrese Liberec. Nachází se asi tři kilometry severně od Českého Dubu. Modlibohov je také název katastrálního území o rozloze 2,65 km². V katastrálním území Modlibohov leží i Hoření Starý Dub.

## Název
Název vesnice je odvozen z osobního jména Modliboh ve významu Modlibohův dvůr. V historických pramenech se jméno vsi objevuje ve tvarech: k Modlibohowu (1547), Modlibohow (1556), Modlitbohow (1677), Modlybow (1749), Modlibow (1790, 1834), Nudelbaum (1834), úředně Modlibov a Modlibohov (1854) a Modlitbov a též Nudelbaum (1904). Používal se také lidový tvar Modlibov.

## Historie
První písemná zmínka o vesnici pochází z roku 1547.

## Další fotografie

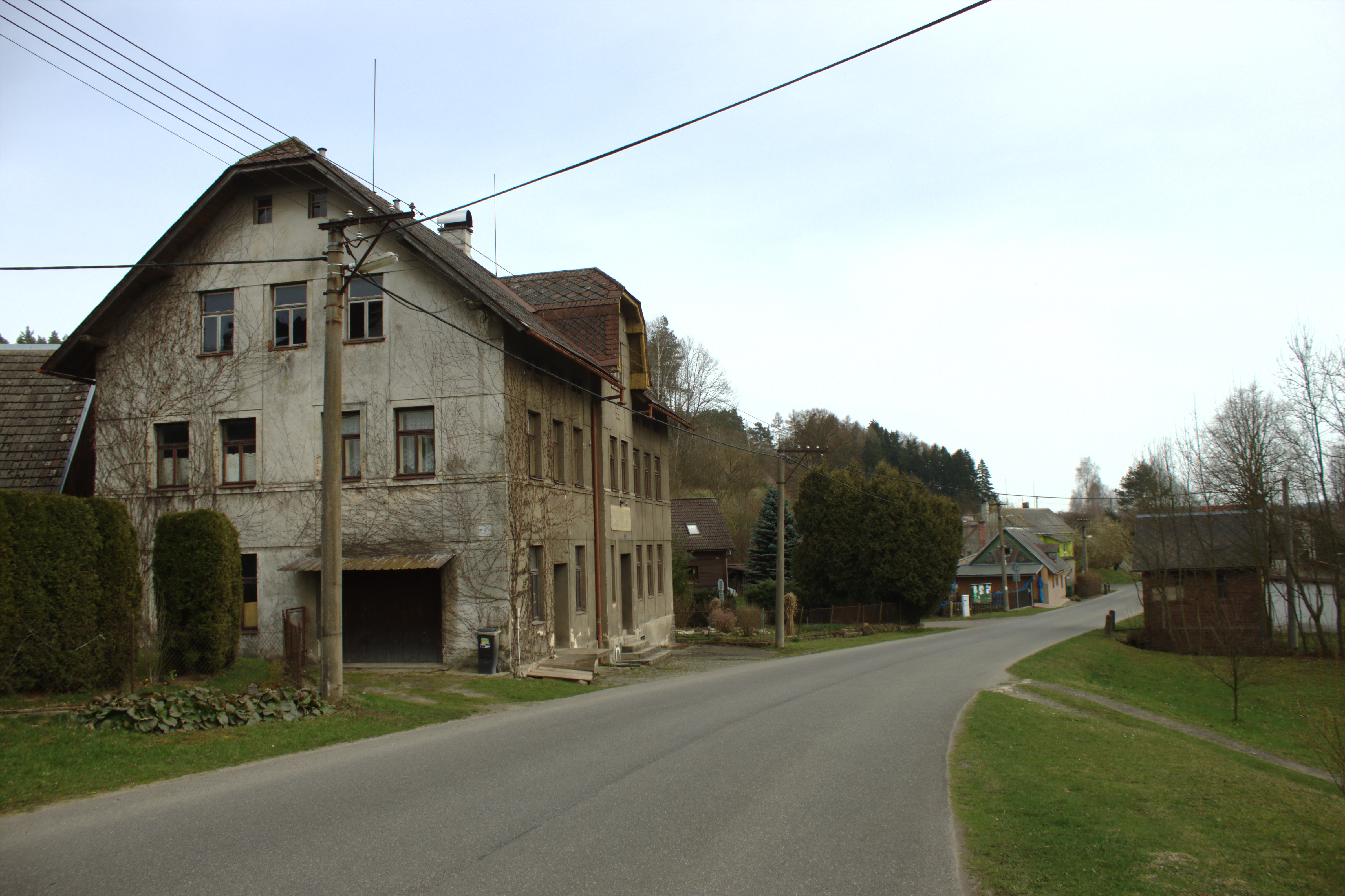
Hlavní silnice s domem čp. 7
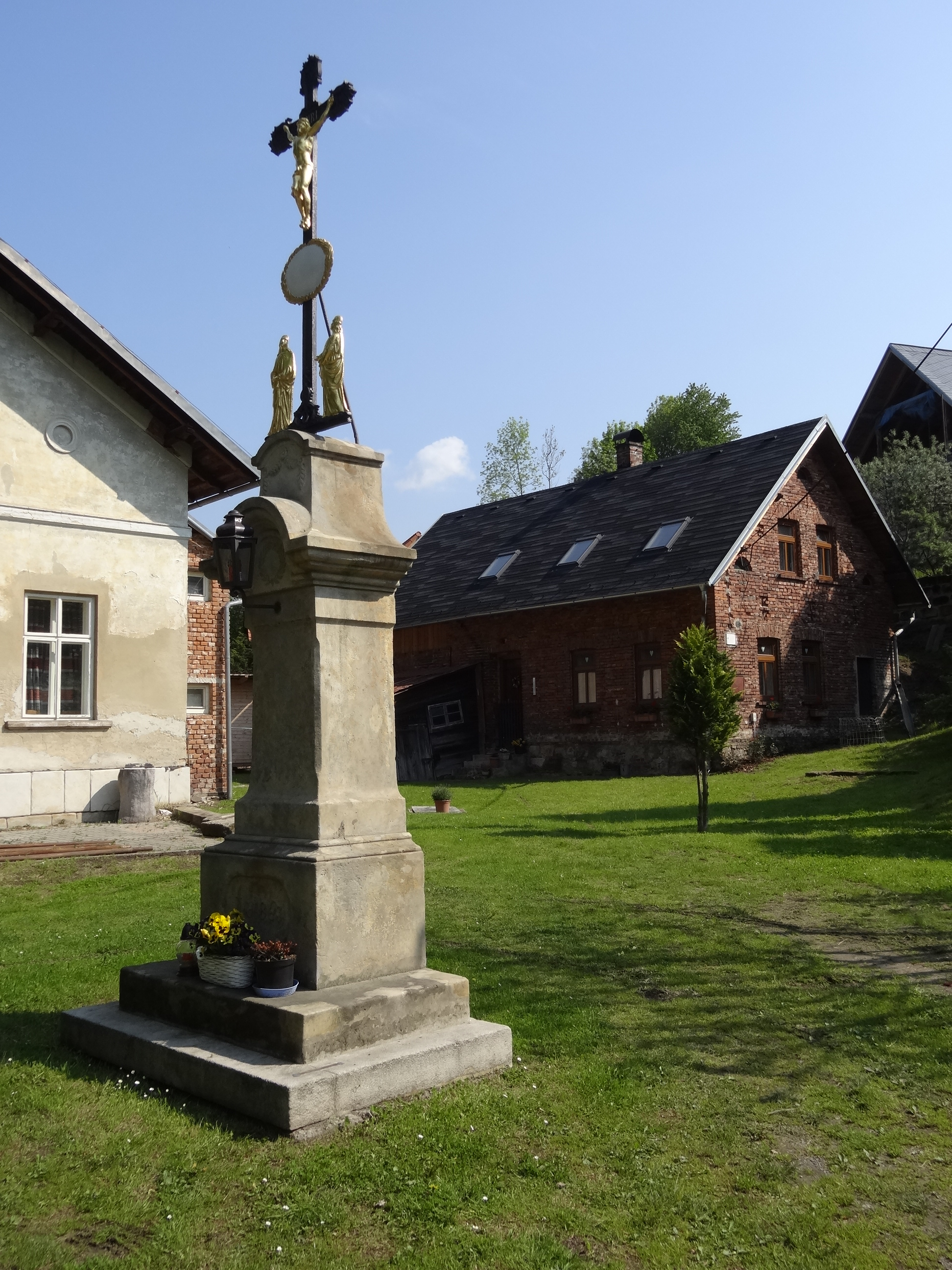
Památkově chráněný kříž
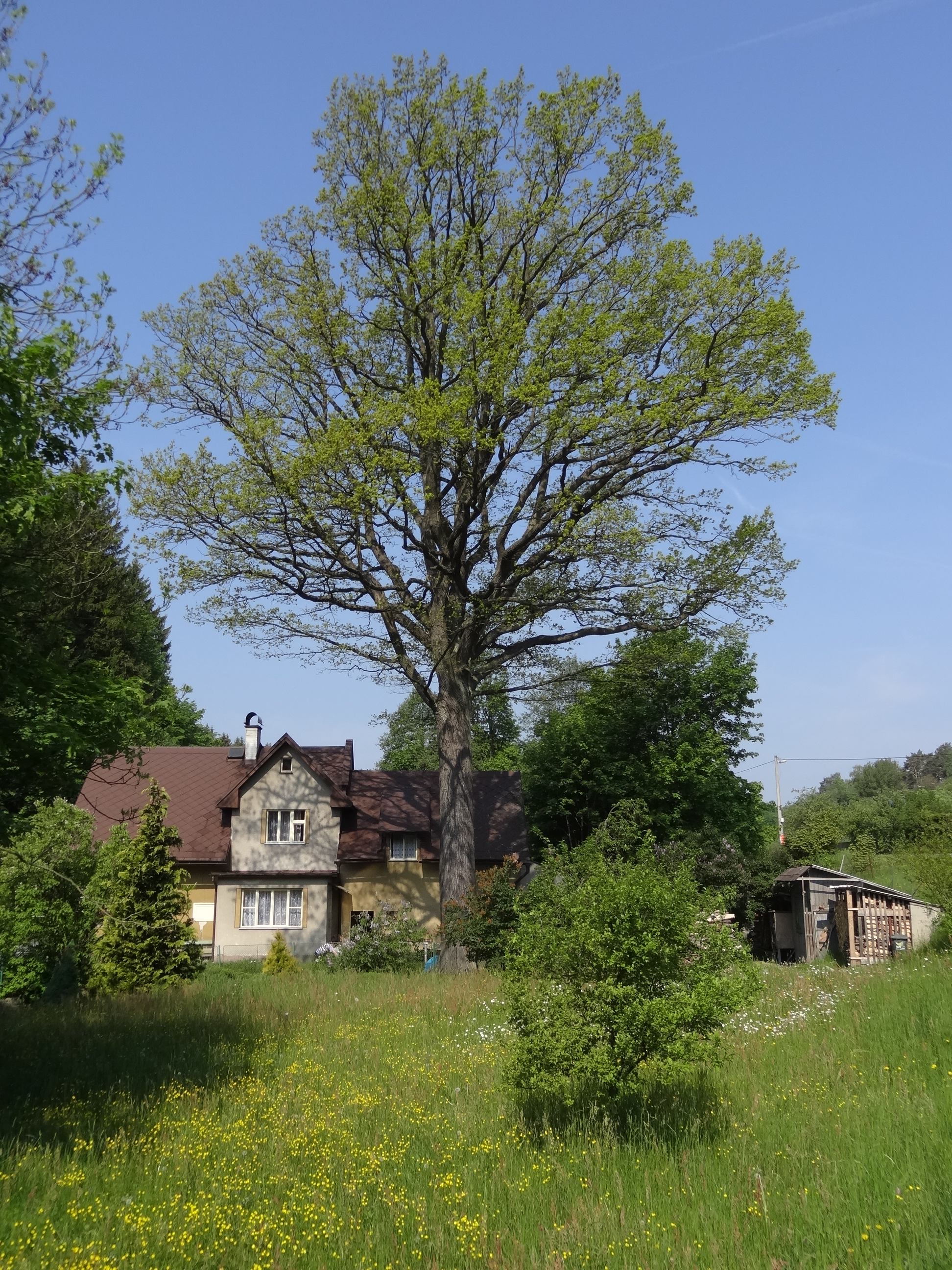
Dům čp. 26
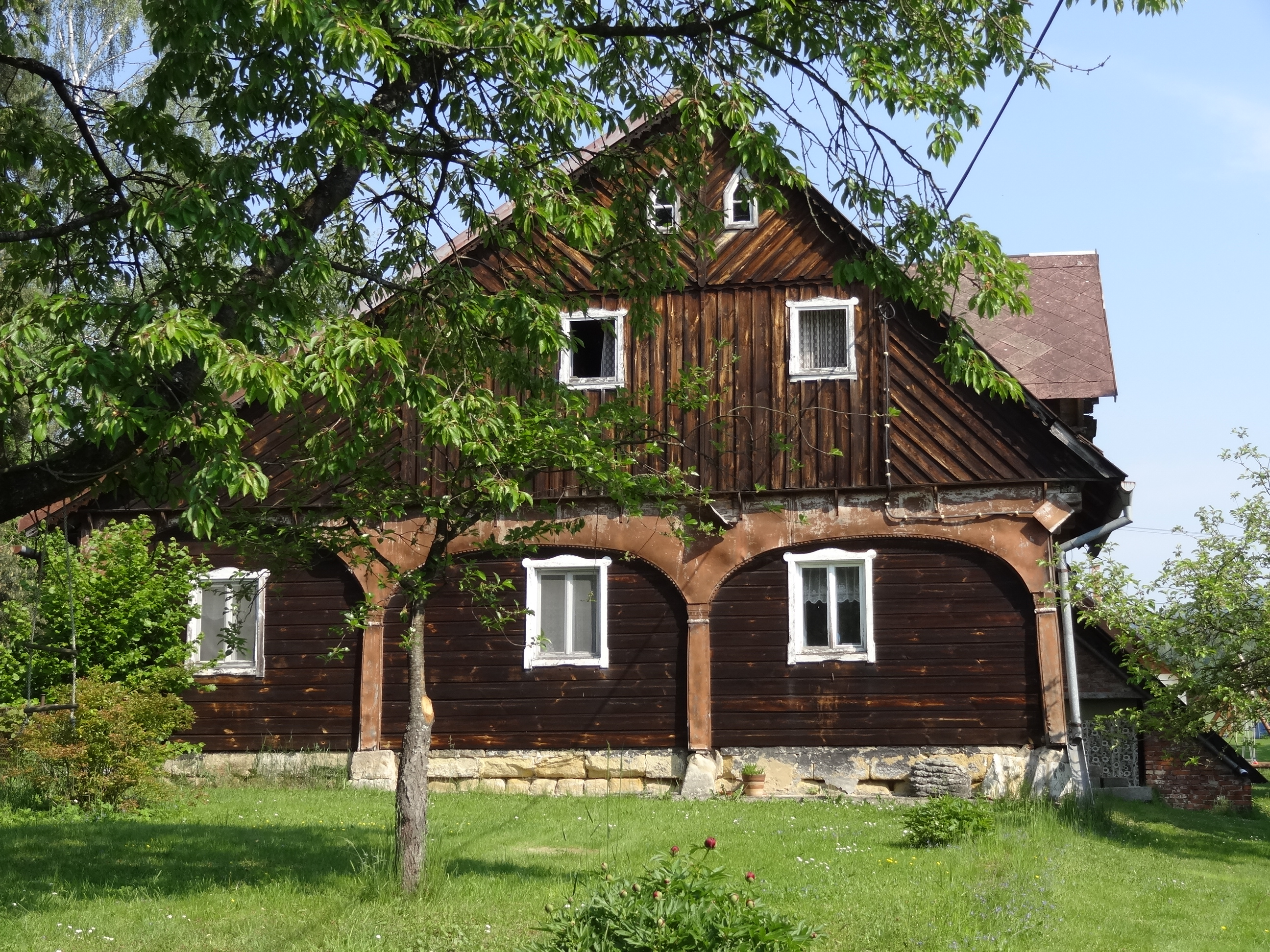
Chalupa čp. 27
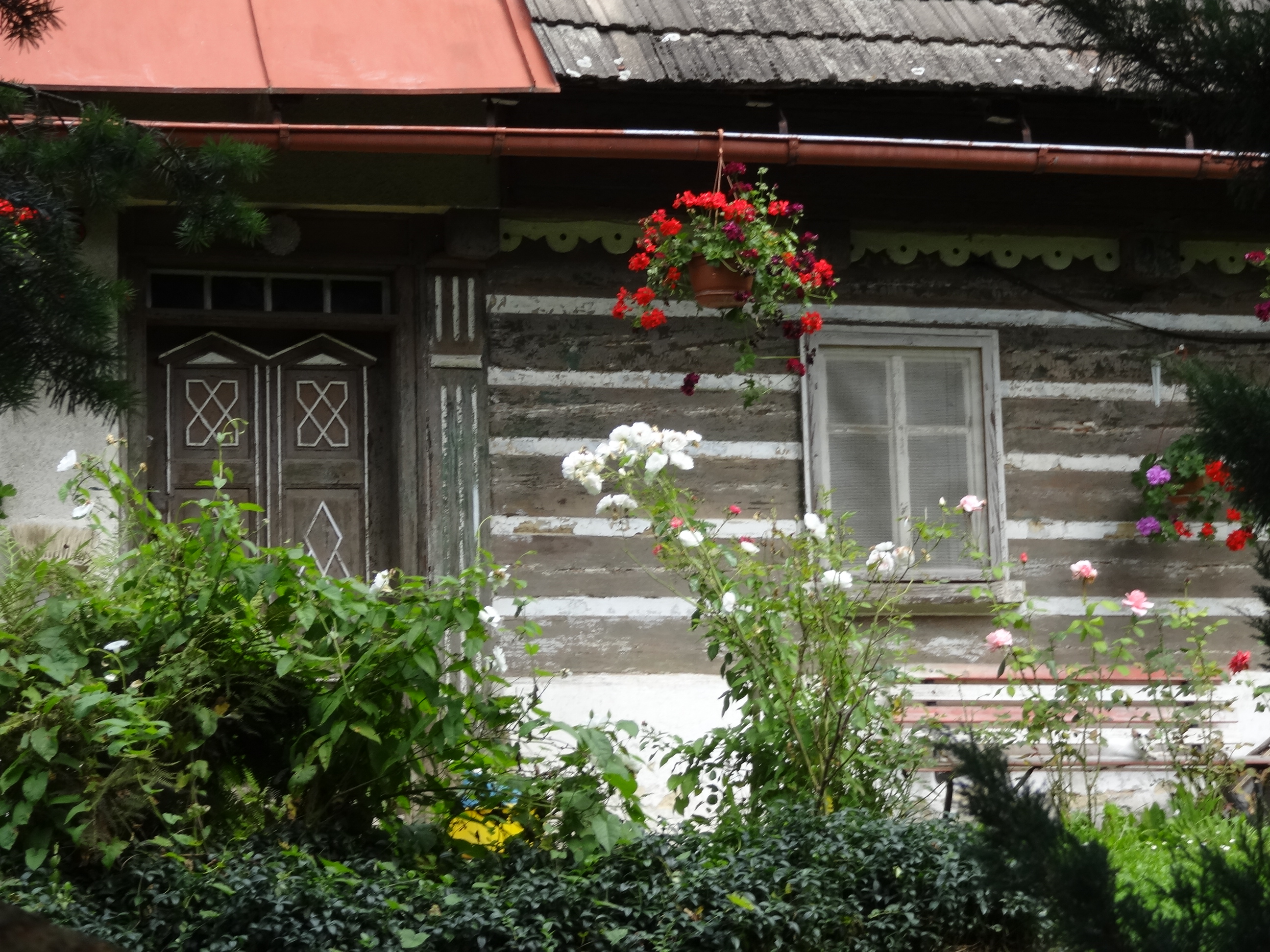
Chalupa čp. 35